# Vale (álbum)
Vale es el quinto álbum de estudio a de la banda de rock americano Black Veil Brides, el álbum fue publicado el 12 de enero de 2018.

## Miembros
| Voces                                | Andy Biersack           |
| Guitarra Eléctrica                   | Jake Pitt               |
| Guitarra electrica/Voces de respaldo | Jeremy 'Jinxx' Ferguson |
| Bajos, voces de respaldo             | Ashley Purdy            |
| Tambores y percusión                 | Christian Coma          |

## Listado de canciones
| No. Pista | Canción                        | Duración |
| --------- | ------------------------------ | -------- |
| 1         | Incipiens Ad Finem             | 0:21     |
| 2         | The Last One                   | 4:41     |
| 3         | Wake Up                        | 2:42     |
| 4         | When They Call My Name         | 3:45     |
| 5         | The Outsider                   | 3:46     |
| 6         | Dead Man Walking (overture II) | 8:32     |
| 7         | Our Destiny                    | 3:25     |
| 8         | The king of pain               | 4:30     |
| 9         | My vow                         | 2:48     |
| 10        | Ballad of the lonely hearts    | 3:51     |
| 11        | Throw the first stone          | 4:05     |
| 12        | Vale (this is where it ends)   | 4:10     |

- Datos: Q43676983